# Kjerstin Andersen
Kjerstin Andersen (født 25. november 1958) er en tidligere norsk håndboldmålmand og olympisk medaljevinder. Hun vandt en sølvmedalje under Sommer-OL 1988 i Seoul med de norske håndboldlandshold. Kjerstin Andersen har spillet 104 kampe for landsholdet i løbet af sin karriere. Hun var målmand da de norske håndboldlandshold vandt en bronzemedalje under VM 1986. Andersen deltog også i VM i 1990 hvor holdet kom på en 6.-plads. I dag er hun sygeplejerske på Sykehuset Telemark og spiller håndbold for C-holdet Gjerpen IF.

## Meritter
- Telemark Idrettskrets ærespris (1987)